# Абастумани (Зугдидский муниципалитет)
Абастума́ни (груз. აბასთუმანი) — деревня в Грузии. Расположена на левом берегу реки Джуми, на высоте 100 метров, в Зугдидском муниципалитете края Самегрело-Земо Сванети. Деревня расположена в 15 км от столицы края — города Зугдиди. По данным переписи 2014 года в деревни проживало 920 человека. Население края исповедует православие и являются прихожанами Зугдидской и Цаишской епархии Грузинской Православной Церкви.

## Известные уроженцы
- Букия, Акакий Константинович — Герой Советского Союза.
- Татаришвили, Кондратий Давидович — грузинский писатель и публицист.